# Franz Anton Dimmler
Franz Anton Dimmler (Mannheim, 14 d'octubre de 1753 - Múnic, 7 de febrer de 1827) fou un compositor i instrumentista alemany.
Estudià la música amb Joseph Ziwini i la composició amb Georg Joseph Vogler. El 1773 es traslladà a Múnic, on es dedicà a l'estudi del contrabaix, destacant en aquest instrument, fins al punt de què molt pocs l'avantatjaren.
Entre les seves composicions cal citar tres òperes:
- Der Guckkasten (1794);
- Die Schatzgräber (1798);
- Die Zobeljäger;

Més de 100 ballables, entre els quals destaquen Der Erste Tod; Der Erste Schäfer; Medea; Die Grazien; Ritter; Amadis, etc., i nombroses peces, simfonies, concerts i música per a guitarra, instrument que tocava molt bé.
El seu fill Antonio, fou un notable clarinetista.